# Rio-Cesar-Kapuzineraffe
Der Rio-Cesar-Kapuzineraffe (Cebus cesarae, Synonyme: C. albifrons pleei, C. albifrons cesarae-pleei) ist eine Primatenart aus der Familie der Kapuzinerartigen, die im nördlichen Kolumbien vorkommt.

## Merkmale
Der Rio-Cesar-Kapuzineraffe erreicht eine Kopf-Rumpf-Länge von 35 bis 40,7 cm und hat einen 42 bis 50 cm langen Schwanz. Von allen Kapuzineraffen aus Venezuela und dem Norden Kolumbiens ist er die Art mit dem hellsten Fell. Die Haare an den Kopfseiten, am Kinn, an der Kehle, im Nacken und rund um die Ohren sind hell beige-braun. Die Kappe auf dem Kopf ist tabakfarben oder braun-orange. Der Rücken und die Außenseiten von Armen und Beinen sind braun-orange und kontrastieren mit der hell beige-braunen, silbrigweiß schimmernden Bauchseite. Die Oberseite des Schwanzes ist zimtfarben.

## Verbreitung

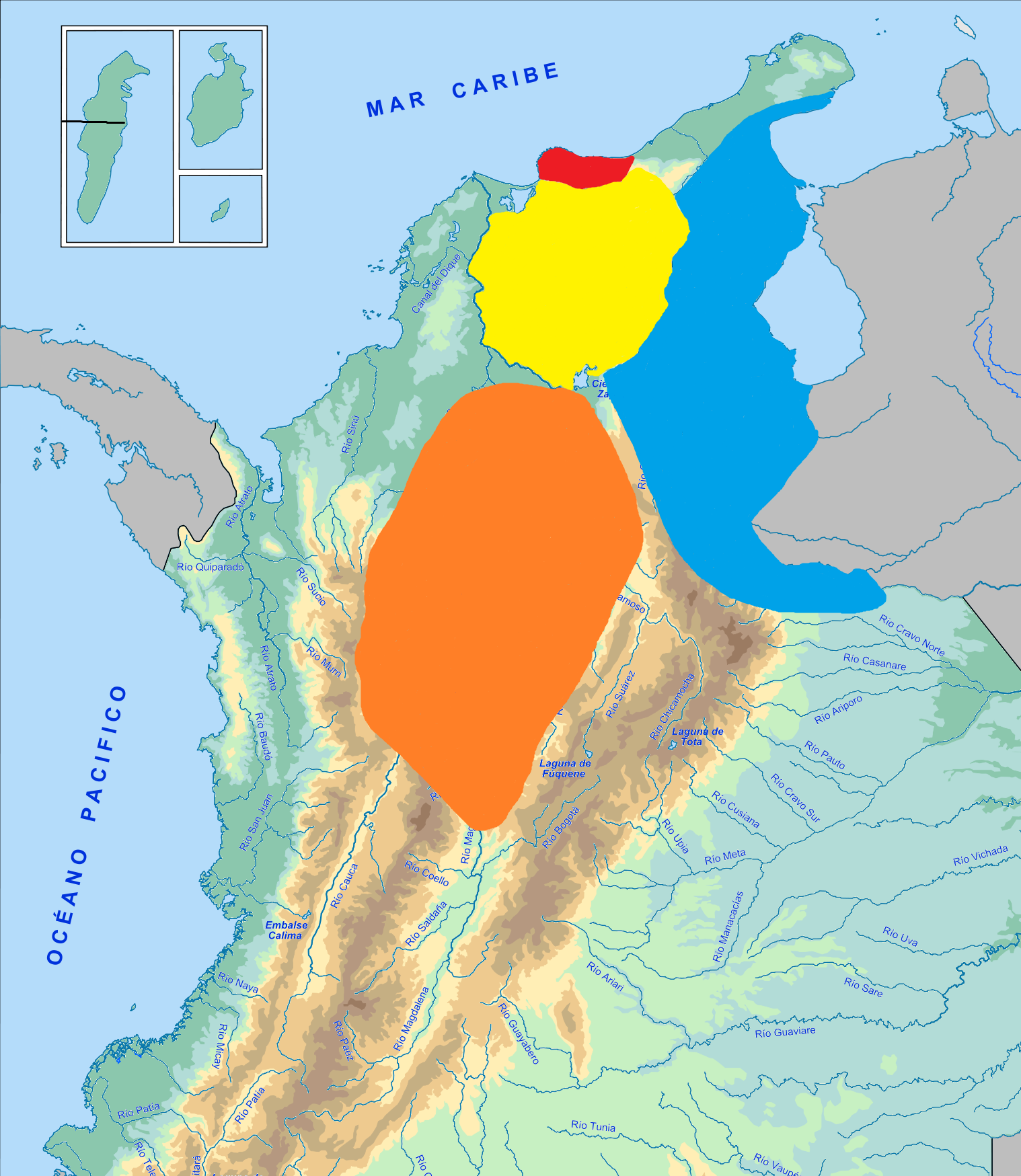
Verbreitungsgebiete der ungehaupten Kapuzineraffen im Norden Kolumbiens:
Rio-Cesar-Kapuzineraffe
Santa-Marta-Kapuziner
Kolumbien-Kapuzineraffe
Weißkopf-Kapuzineraffe

Der Rio-Cesar-Kapuzineraffe kommt im nördlichen Kolumbien vor. Das kleine Verbreitungsgebiet umfasst das Einzugsgebiet des Río Cesar, einem Nebenfluss des Río Magdalena, und liegt zwischen dem Unterlauf des Río Magdalena und dem Küstengebirge Sierra Nevada de Santa Marta.

## Lebensweise
Der Rio-Cesar-Kapuzineraffe lebt in trockenen und halbtrockenen Laubwaldresten, in Galeriewäldern und Mangroven bis in Höhen von 500 Metern (Süden und Osten der Sierra Nevada de Santa Marta). Die Wälder in seinem Lebensraum sind in großem Maße abgeholzt worden. Die Ernährung, Fortpflanzung und sonstige Verhaltensweisen sind bisher nicht näher erforscht worden.

## Systematik
Im Jahr 1949 beschrieb der Mammaloge Philip Hershkovitz zwei neue Affenformen als Unterarten des Weißstirnkapuziners (Cebus albifrons), zum einen den Rio-Cesar-Kapuzineraffen aus dem Einzugsgebiet des Rio Césare, zum anderen Cebus albifrons pleei vom Westufer des Rio Magdalena an der Basis der nördlichen Ausläufer der Cordillera Central. Die Linie dieser beiden Formen trennte sich vom Kolumbien-Kapuzineraffen (Cebus versicolor) vor 300.000 bis 120.000 Jahren. Da beide sich sehr ähnlich sind, wurde Cebus albifrons pleei mit dem Rio-Cesar-Kapuzineraffen synonymisiert. Nach der Prioritätsregel in der biologischen Nomenklatur haben ältere Namen Vorrang vor jüngeren (später publizierten) Namen. Da beide in der gleichen Ausgabe der „Proceedings of the United States National Museum“ erschienen sind, musste in diesem Fall die Seitenzahl zur Erfüllung der Prioritätsregel genügen, die Beschreibung von Cebus albifrons cesarae ist auf Seite 356, die von Cebus albifrons pleei auf Seite 360. Außerdem erhoben Jean P. Boubli und Forscherkollegen im Jahr 2012 den Rio-Cesar-Kapuzineraffe zu einer eigenständigen Art, was im darauffolgenden Jahr im Primatenband des Handbook of the Mammals of the World und zudem von der IUCN so übernommen wurde.

## Gefährdung
Da nicht genügend Daten vorliegen, macht die IUCN keine Angaben über eine potentielle Gefährdung des Rio-Cesar-Kapuzineraffen (Data Deficient).